# Русских, Анастасия Владимировна
Анастасия Владимировна Русских (род. 20 мая 1983, Гатчина, Ленинградская область) — российская бадминтонистка, мастер спорта России международного класса, 6-кратная чемпионка России. Выступает в парном разряде. Выступает в паре с болгарской спортсменкой Петей Неделчевой. Пара показывает довольно хорошие результаты: 10-е место на Чемпионате мира по бадминтону в 2010 году, в 2011 году не участвовали. В 2011 году вместе Ириной Хлебко заняла в женском парном разряде второе место в Национальном чемпионате России.
Высшая позиция в российском рейтинге: 1, в международном: 3 (женская парная категория, 2010 год).

## Биография
Родилась 20 мая 1983 года в Гатчине (Ленинградская область, РСФСР) в семье тренеров по бадминтону, что и определило дальнейшую судьбу. Бадминтоном начала заниматься ещё до школы, по примеру родителей и старшего брата Александра. На международных турнирах выступает с 1992 года. На юниорских турнирах в парных категориях выигрывала призы одновременно в нескольких возрастных категориях. Дважды в одиночной и парной категориях выигрывал юниорский турнир в Уимблдоне, на этом же турнире победила в составе российской команды. Также в составе юниорской сборной России (в старшую группу которой входила с 15 лет) побеждала в Турции на «Кубке Полония». До 1999 года занималась в спортивном клубе Гатчины под руководством отца, с 1999 года переходит в датский клуб «Skaelskor Badminton Club» (в 2009 году помогла клубу стать сильнейшим в Дании), откуда позднее перешла в «Vendsyssel Elite Badminton».
Окончила школу-лицей № 3 г. Гатчины, позднее Ленинградский Областной Институт Экономики и Финансов.

## Достижения
Первое золото чемпионата России в смешанной категории взяла в паре с братом Александром.
Серебро чемпионата Европы 2010 года (вместе с Петей Неделчевой), серебро на этапе Суперсерии «Indonesia Open Super Series 2010» (в паре с Х. Сетиаваном (Индонезия)), серебро на этапе Суперсерии «French Super Series 2010» (в паре с П. Неделчевой (Болгария)), участник финального турнира Суперсерии 2010, победитель личного Кубка Европы 2008 (в паре с Е. Ананиной).

### Национальный чемпионат России
В Чемпионате России участвует с 2000 года.
|                       | 2000 | 2001 | 2002 | 2003 | 2004 | 2005 | 2006 | 2007 | 2008 | 2009 | 2010 | 2011 | 2012 |
| --------------------- | ---- | ---- | ---- | ---- | ---- | ---- | ---- | ---- | ---- | ---- | ---- | ---- | ---- |
| Женский парный разряд | н/д  | 1    | 1    | н/д  | н/д  | 1    | 2    | 2    | 2    | 1    | н/у  | 2    | н/у  |
| Смешанный разряд      | н/д  | 1    | н/д  | н/д  | н/д  | н/д  | 2    | ч/ф  | 2    | 1    | н/у  | 3/4  | н/у  |

## Фонд развития бадминтона Ленинградской области
В 2007 году вместе со старшим братом организовала Фонда развития бадминтона Александра и Анастасии Русских для поддержки, развития и популяризации бадминтона в России.